# Colchani
Colchani è una località della Bolivia nel dipartimento di Potosí facente parte del comune di Uyuni a 3.700 m di altezza, situato ai bordi del Salar de Uyuni e abitato da poche decine di persone. Tutte le abitazioni  sono costruite con "blocchetti di sale". Oltre alla vendita di piccoli oggetti di artigianato locale, la popolazione di Colchani si dedica esclusivamente alla raccolta manuale di sale che è l'unica attività del posto. Nel paese esiste anche una piccola stazione ferrovia, ormai fuori uso, dove arrivavano convogli utilizzati anche per il trasporto del sale.